# اسپانداریان، سیوینک
اسپانداریان (به ارمنی: Սպանդարյան) یک سکونتگاه مسکونی در ارمنستان است که در استان سیونیک واقع شده‌است.  در  کیلومتری جنوب کاپان، مرکز استان سیونیک واقع شده است.

## خصوصیات
اسپانداریان ۲۳٫۷۶ کیلومترمربع مساحت و ۳۷۱ نفر جمعیت دارد و در ارتفاع  متر بالاتر از سطح دریا قرار گرفته است.